# Le opere di Bartolomeo/Siamo sotto il sole
Le opere di Bartolomeo/Siamo sotto il sole è un singolo dei The Rokes, pubblicato in Italia 1968.

## Descrizione
Il disco venne pubblicato dalla ARC e distribuito dalla RCA Italiana.
Le opere di Bartolomeo è un brano musicale composto da Sergio Bardotti e Ruggero Cini, presentato al Festival di Sanremo nell'interpretazione dei The Rokes in abbinamento ai The Cowsills ed eliminato dopo la prima doppia esecuzione durante la prima serata.
Nello stesso anno Patrick Samson esegue una cover per la compilation Sanremo '68 (Fonit Cetra, LPS. 13), pubblicato anche in Israele e Brasile.

## Tracce
Lato A
1. Le opere di Bartolomeo (testo: Sergio Bardotti – musica: Ruggero Cini)

Lato B
1. Siamo sotto il sole (testo: Giuseppe Cassia – musica: Shel Shapiro)

## Formazione
- Johnny Charlton - voce, chitarra
- Bobby Posner - voce, basso
- Shel Shapiro - voce, chitarra
- Mike Shepstone - voce, batteria